# Манастир Муштар
Манастир Муштар припада Епархији нишкој Српске православне цркве. Налази се у селу Трнски Одоровци, између Влашке и Гребен планине и посвећен је Светом Јовану Крститељу.

## Историја
Манастир су у 14. веку изградили Константин и Јелена Драгаш. Рушен је и обнављан више пута. По предању, Јелена је зидала манастир посвећен Светом Јовану Богослову (Поганово), а Константин Светом Јовану Претечи. Она је рекла да зида задужбину за „вечита времена”, а он, да траје до „прве велике силе”. Манастир је вероватно добио име по пропланку на коме је расла биљка слачица, која је у народу називана „муштар” или „муштарда”. Сматра се да је некада био велики манастир, бар колико и Погановски. У њему је живело око 70 монаха који су, поред посвећености духовном животу, вредно радили на манастирском имању.